# ماثيو فلين
ماثيو فلين (بالإنجليزية: Matthew Flynn)‏ (10 مايو 1989 - ) هو لاعب كرة قدم بريطاني في مركز الدفاع. لعب مع ماكليسفيلد تاون ونادي روتشديل ونادي ساوثبورت ونادي هايد إف سي وأشتون يونايتد ونادي تشورلي ونادي بارو ونادي ألترينتشام وفليتوود تاون.

## وصلات خارجية
- ماثيو فلين على موقع قاعدة بيانات كرة القدم.إي يو (الإنجليزية)
- ماثيو فلين على موقع Soccerbase.com (لاعب) (الإنجليزية)